# Seillons-Source-d’Argens
Seillons-Source-d’Argens (okzitanisch Selhon Fònt d'Argenç) ist eine französische Gemeinde mit 2717 Einwohnern (Stand 1. Januar 2022) im Département Var in der Region Provence-Alpes-Côte d’Azur. Sie gehört zum Kanton Saint-Maximin-la-Sainte-Baume im Arrondissement Brignoles.

## Geografie
Inmitten von Weinbergen erhebt sich Seillons-Source-d’Argens auf einem 388 m hohen Hügel über die ursprünglich von weitem Moorland bestimmte Ebene. Vom Ort aus hat man freie Sicht zum Massif de la Sainte-Baume, zur Montagne Sainte-Victoire und zu den Alpen. Wenige Kilometer vom Ort entfernt befindet sich die Quelle des Argens.

## Geschichte
In der Ortschaft La Rouvière wurden Spuren landwirtschaftlicher Nutzung aus der Eisenzeit gefunden. Die Besiedlung ist bis in die frühchristliche Zeit belegt.
Im Jahr 1013 wurde der Ort erstmals unter dem Namen Sillonem erwähnt. Er unterstand der Herrschaft der Grafen von Marseille, später derer von Agoult.
Nachdem Seillons während der Hugenottenkriege zerstört wurde, bauten es Elzéar d’Agoult und die Familie Grimaldi, die dort bis zur Revolution Besitzungen hatte, wieder auf.

## Bevölkerung
| Jahr      | 1962 | 1968 | 1975 | 1982 | 1990 | 1999  | 2008  | 2017  |
| --------- | ---- | ---- | ---- | ---- | ---- | ----- | ----- | ----- |
| Einwohner | 292  | 295  | 309  | 397  | 844  | 1.610 | 2.115 | 2.468 |

## Kultur und Sehenswürdigkeiten
- Waschhaus
- Turm des Schlosses
- Quelle des Argens

## Wirtschaft
Neben dem Weinbau prägen der Anbau von Oliven, Getreide und Gemüse die landwirtschaftliche Produktion.

## Gemeindepartnerschaft
Partnergemeinde von Seillons-Source-d’Argens ist die italienische Gemeinde Santa Luce in der Toskana.